# Tapponia pupulus
Tapponia pupulus är en spindelart som först beskrevs av Tord Tamerlan Teodor Thorell 1890.  Tapponia pupulus ingår i släktet Tapponia och familjen lospindlar. Inga underarter finns listade i Catalogue of Life.